# Heinrich Berbalk (Psychologe)
  Heinrich Berbalk (* 19. August 1945 in Rapotín) ist ein deutscher Psychologe und Hochschullehrer.

## Leben
Berbalk studierte Psychologie an der Johann Wolfgang Goethe-Universität Frankfurt am Main und an der Christian-Albrechts-Universität zu Kiel. An der Universität Hamburg ist er von Januar 1982 an Professor. Berbalk betreibt als approbierter psychologischer Psychotherapeut für Kinder, Jugendliche und Erwachsene eine eigene Praxis in Eckernförde.

## Werke (Auswahl)
- Die Auswirkung digitaler und kontinuierlicher biologischer Rückmeldung und eines Sensibilisierungstrainings auf die willkürliche Beeinflussung der Herzrate. Kiel, Univ., Fachbereich Philosophie, Diss., 1976.
- Psychosomatik, in: Baumann U., Berbalk H. und Seidenstücker G.: Klinische Psychologie, Trends in Forschung und Praxis. Band 1, Huber, 1978.
- Enuresis – Erscheinungsbild, Ätiologie und Therapie. Mit U. Bahr. In: Schlottke P.F. und Wetzel H.: Psychologische Behandlung von Kindern und Jugendlichen. Urban und Schwarzenberg, 1980.
- Biochemische Effekte der Stressimpfung. Mit V.-E. Kollenbaum und H. Völkel: Zeitschrift für Klinische Psychologie, 1984.
- Vorwort in: Jeffrey E. Young: Schematherapie. In: Margraf, Schneider (Hrsg.): Lehrbuch der Verhaltenstherapie. Bd. 1, New York: Springer, 2009, ISBN 978-3-540-79540-7